# Dave Bright
David John Bright (Maidstone, 1949. november 29. – ) új-zélandi válogatott labdarúgó. 

## Pályafutása

### Klubcsapatban
Angliában született, de később Új-Zélandra költözött. 1974 és 1985 között a Manurewa AFC játékosa volt, melynek tagjaként 1983-ban megnyerte az új-zélandi bajnokságot.

### A válogatottban
1979 és 1982 között 8 alkalommal szerepelt az új-zélandi válogatottban. 1979. június 29-én mutatkozott be egy Fidzsi-szigetek elleni 6–0-ás győzelem alkalmával. Részt vett az 1982-es világbajnokságon, de egyetlen mérkőzésen sem lépett pályára.

## Sikerei, díjai
Manurewa AFC
- Új-zélandi bajnok (1): 1983